# Przepaść (gromada)
Przepaść – dawna gromada, czyli najmniejsza jednostka podziału terytorialnego Polskiej Rzeczypospolitej Ludowej w latach 1954–1972.
Gromady, z gromadzkimi radami narodowymi (GRN) jako organami władzy najniższego stopnia na wsi, funkcjonowały od reformy reorganizującej administrację wiejską przeprowadzonej jesienią 1954 do momentu ich zniesienia z dniem 1 stycznia 1973, tym samym wypierając organizację gminną w latach 1954–1972.
Gromadę Przepaść z siedzibą GRN w Przepaści (obecnie dzielnicy Ćmielowa) utworzono – jako jedną z 8759 gromad na obszarze Polski – w powiecie opatowskim w woj. kieleckim, na mocy uchwały nr 13f/54 WRN w Kielcach z dnia 29 września 1954. W skład jednostki weszły obszary dotychczasowych gromad Jastków, Przepaść, Skała, Wojnowice i Wólka Wojnowska oraz wieś Glinka z dotychczasowej gromady Krzczonowice ze zniesionej gminy Ćmielów oraz obszary dotychczasowych gromad Łysowody (bez wsi Folwarczysko) i Podgrodzie ze zniesionej gminy Ruda Kościelna w tymże powiecie. Dla gromady ustalono 20 członków gromadzkiej rady narodowej.
Gromadę zniesiono 31 grudnia 1959, a jej obszar włączono do gromady Brzóstowa (wsie Jastków, Wojnowice, Wólka Wojnowska, Glinka, Podgrodzie i Smyków; kolonie Jastków, Jastków Poduchowny, Małachów i Wólka Wojnowska; gajówki Małachów, Skałecznica i Maziarska; leśniczówkę Korycizna; oraz parcelację Łysowody) oraz do osiedla Ćmielów (wsie Przepaść i Skała oraz kolonię Wióry-Przepaść).